# Velenovy
Velenovy jsou vesnice, část města Nalžovské Hory v okrese Klatovy v Plzeňském kraji. Nachází se asi 2,5 kilometru severně od Nalžovských Hor. Velenovy jsou také název katastrálního území o rozloze 11,98 km².

## Historie
První písemná zmínka o vesnici pochází z roku 1227.

## Obyvatelstvo
| Rok            | 1869 | 1880 | 1890 | 1900 | 1910 | 1921 | 1930 | 1950 | 1961 | 1970 | 1980 | 1991 | 2001 | 2011 | 2021 |
| -------------- | ---- | ---- | ---- | ---- | ---- | ---- | ---- | ---- | ---- | ---- | ---- | ---- | ---- | ---- | ---- |
| Počet obyvatel | 804  | 825  | 746  | 738  | 803  | 768  | 673  | 510  | 476  | 414  | 352  | 312  | 258  | 223  | 215  |
| Počet domů     | 122  | 141  | 142  | 137  | 138  | 141  | 140  | 136  | 127  | 120  | 111  | 131  | 133  | 131  | 130  |

## Obecní správa
Při sčítání lidu v letech 1850–1980 Velenovy byly samostatnou obcí, se kterým patřily nejprve do okresu Klatovy, ale v roce 1950 v okrese Horažďovice a od roku 1960 opět v okrese Klatovy. Od 1. července 1980 jsou částí města Nalžovské Hory v okrese Klatovy. V letech 1850–1889 k obci patřil Žďár.

## Osobnosti
- Josef Antonín Hůlka (1851–1920), biskup českobudějovický (1907 až 1920)

## Fotogalerie

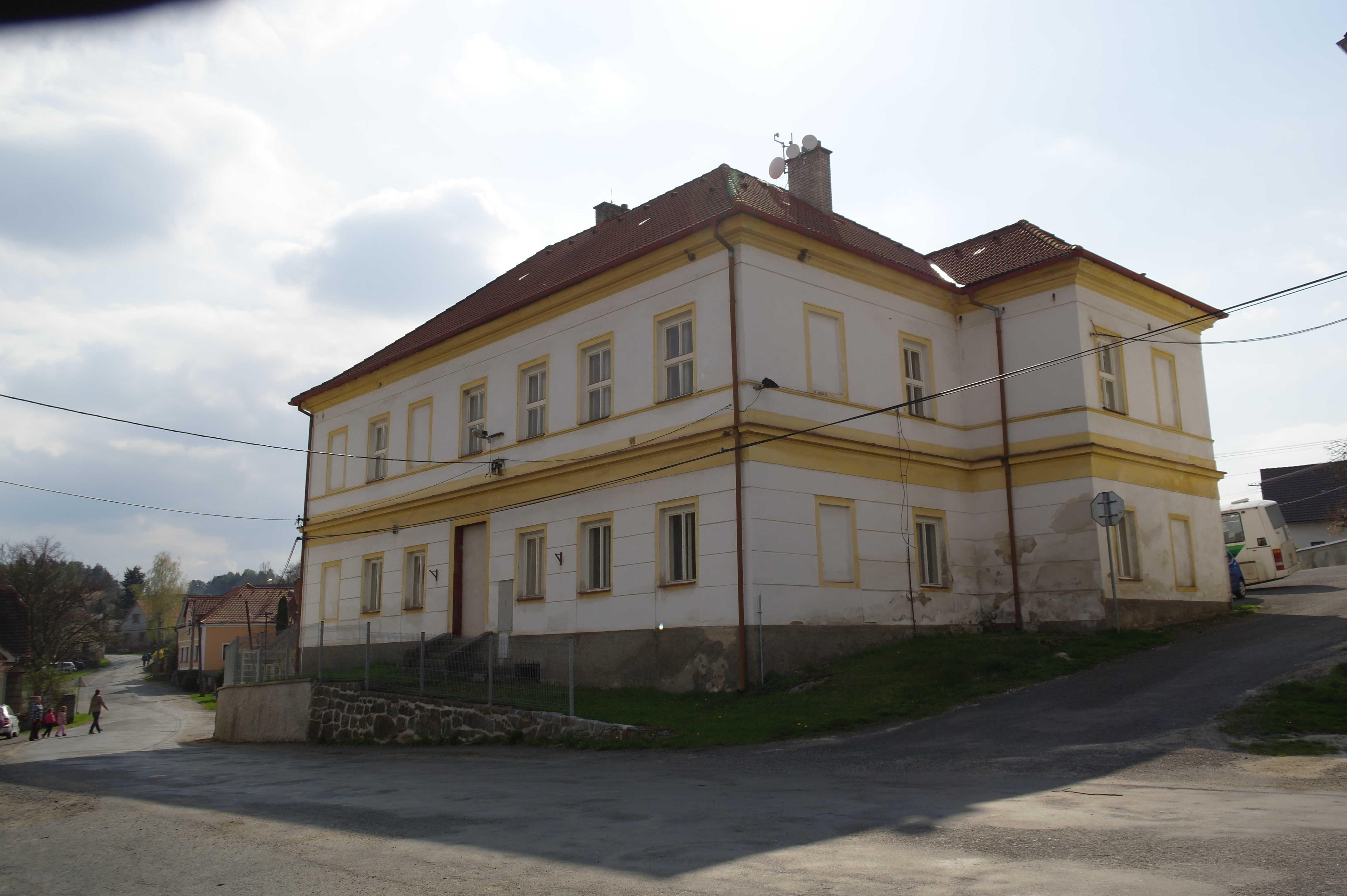
Jedna z místních budov
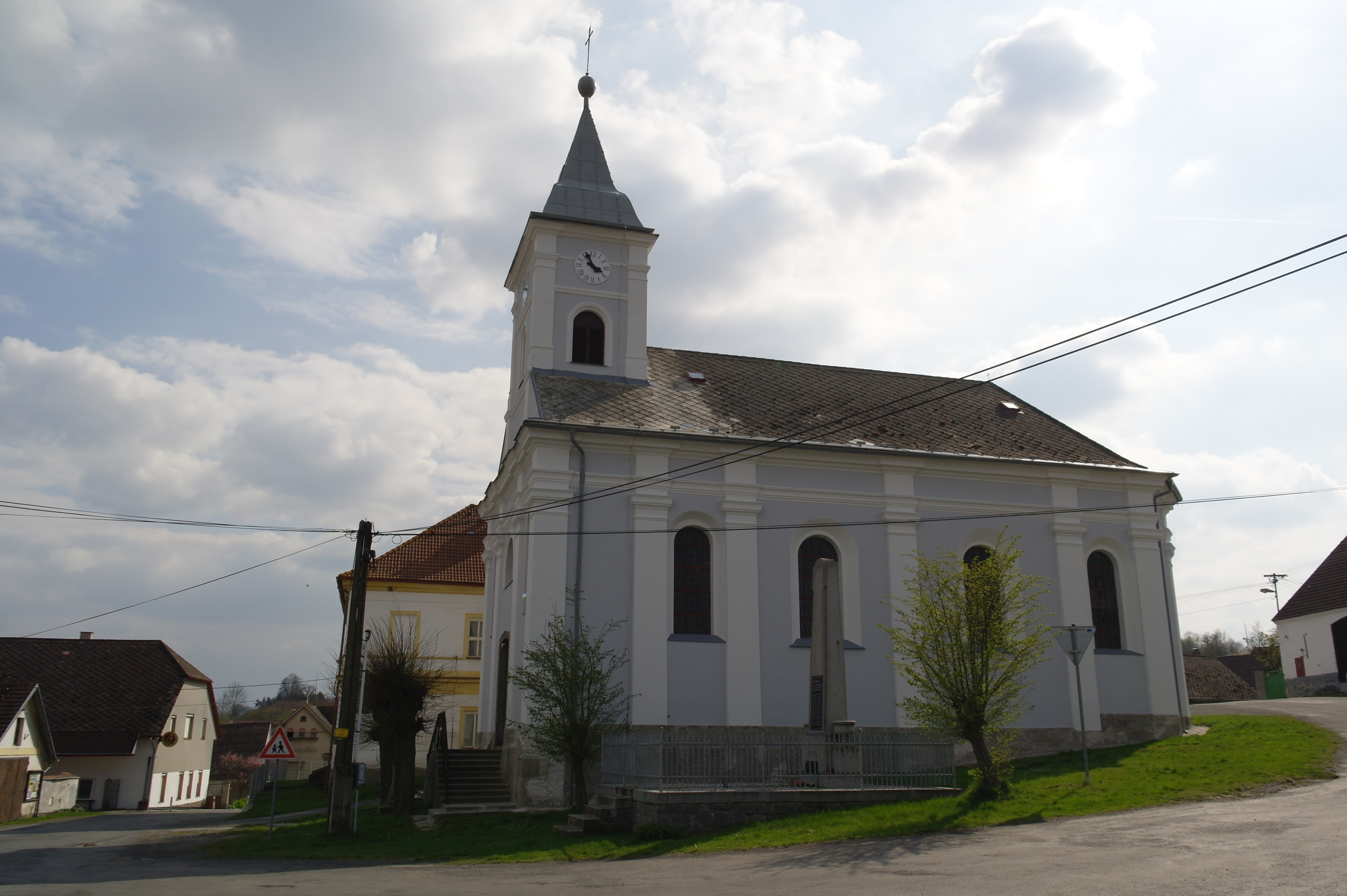
Kostel
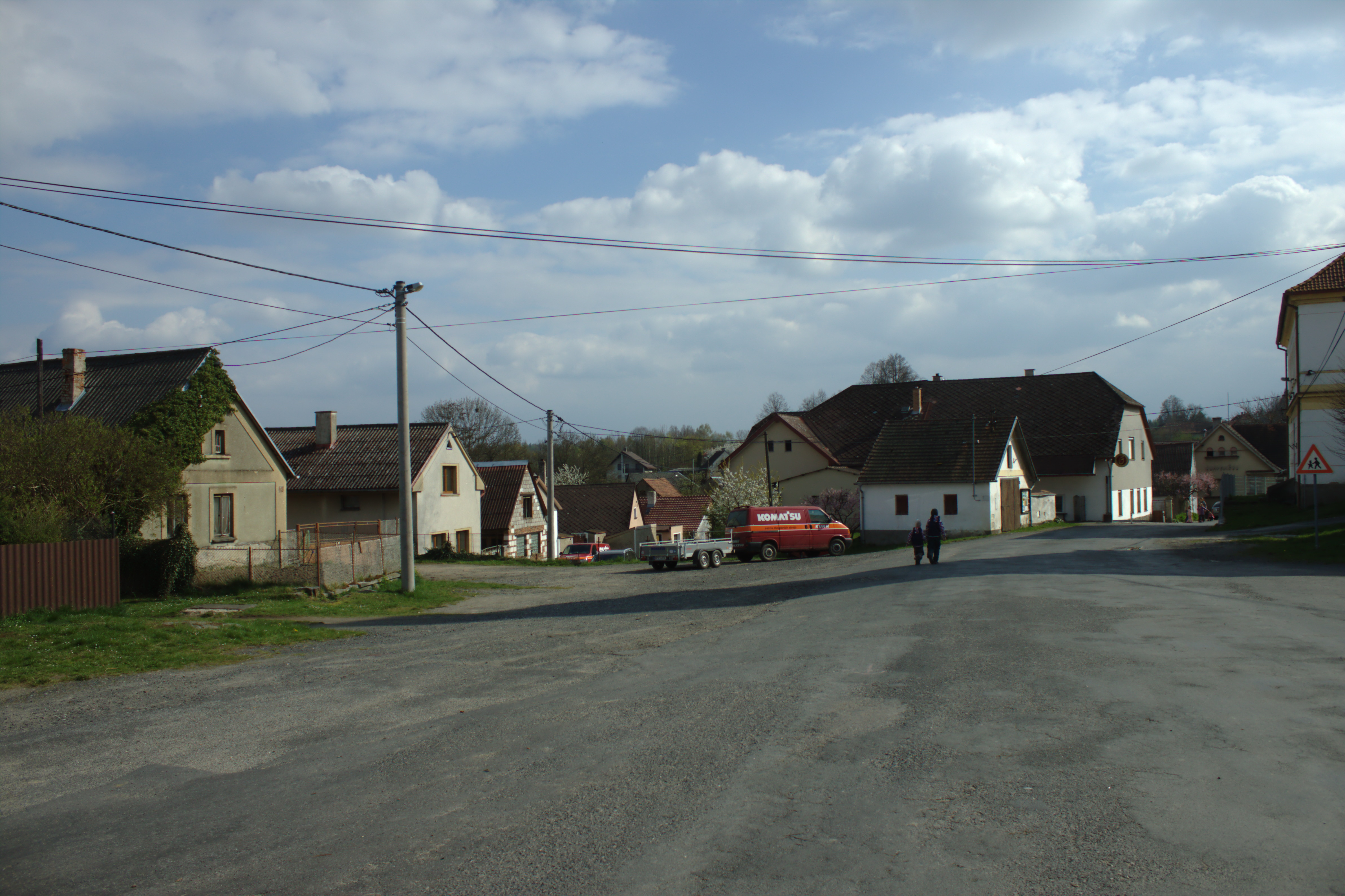
Náves